# Marina Kroschina
Marina Kroschina, née le 18 avril 1953 à Alma-Ata en Union soviétique et morte le 4 juillet 2000 à Kiev en Ukraine, est une joueuse de tennis de l'ex-URSS, brièvement professionnelle dans les années 1970.
Elle s'est essentiellement illustrée dans les épreuves de double, remportant trois titres dans cette spécialité avec Olga Morozova.
En simple, elle a atteint le 4e tour des Internationaux de France de tennis en 1975 (battue par Raquel Giscafré), sa meilleure performance dans une épreuve du Grand Chelem.

## Palmarès (partiel)

### Titre en simple dames
Aucun

### Finale en simple dames
| No | Date       | Nom et lieu du tournoi                    | Catégorie | Surface      | Vainqueure    | Score         |          |
| -- | ---------- | ----------------------------------------- | --------- | ------------ | ------------- | ------------- | -------- |
| 1  | 21-08-1972 | Eastern Grass Court Championships, Orange |           | Gazon (ext.) | Olga Morozova | 6-2, 6-7, 7-5 | Parcours |

### Titres en double dames
| No | Date       | Nom et lieu du tournoi                    | Catégorie | Dotation | Surface         | Partenaire         | Finalistes                       | Score         |          |
| -- | ---------- | ----------------------------------------- | --------- | -------- | --------------- | ------------------ | -------------------------------- | ------------- | -------- |
| 1  | 15-02-1971 | USSR Champs Moscou                        |           | NC       | NC              | Eugenia Birioukova | Elena Granaturova Olga Morozova  | 7-6, 5-7, 7-5 | Parcours |
| 2  | 21-08-1972 | Eastern Grass Court Championships Orange  |           | NC       | Gazon (ext.)    | Olga Morozova      | Carole Caldwell Patti Hogan      | 6-7, 6-2, 6-2 | Parcours |
| 3  | 12-03-1973 | US National Indoor Championships Boston   |           | 20 000 $ | Moquette (int.) | Olga Morozova      | Evonne Goolagong Janet Young     | 6-2, 6-4      | Parcours |
| 4  | 11-06-1973 | Green Shield Kent Championships Beckenham |           | NC       | Gazon (ext.)    | Olga Morozova      | Jackie Fayter-Hough Peggy Michel | 8-6, 6-3      | Parcours |

### Finale en double dames
Aucune

## Parcours en Grand Chelem

### En simple dames
| Année | Open d'Australie | Open d'Australie | Internationaux de France | Internationaux de France | Wimbledon      | Wimbledon      | US Open         | US Open          |
| ----- | ---------------- | ---------------- | ------------------------ | ------------------------ | -------------- | -------------- | --------------- | ---------------- |
| 1970  | -                | -                | -                        | -                        | -              | -              | 1er tour (1/32) | Cecilia Martinez |
| 1971  | -                | -                | -                        | -                        | 2e tour (1/32) | Ada Bakker     | -               | -                |
| 1972  | -                | -                | -                        | -                        | 3e tour (1/16) | Laura duPont   | 1er tour (1/32) | Kerry Melville   |
| 1973  | -                | -                | -                        | -                        | 3e tour (1/16) | Françoise Dürr | 1er tour (1/32) | Kristien Kemmer  |
| 1974  | -                | -                | -                        | -                        | 2e tour (1/32) | Ann Kiyomura   | -               | -                |
| 1975  | -                | -                | 3e tour (1/8)            | Raquel Giscafré          | -              | -              | 2e tour (1/16)  | Virginia Wade    |

À droite du résultat, l’ultime adversaire.

### En double dames
| Année | Open d'Australie | Open d'Australie | Internationaux de France    | Internationaux de France  | Wimbledon                     | Wimbledon                   | US Open                       | US Open                     |
| ----- | ---------------- | ---------------- | --------------------------- | ------------------------- | ----------------------------- | --------------------------- | ----------------------------- | --------------------------- |
| 1970  | -                | -                | -                           | -                         | -                             | -                           | 1/4 de finale Olga Morozova   | Rosie Casals Virginia Wade  |
| 1971  | -                | -                | -                           | -                         | 1er tour (1/32) Éva Szabó     | Daphne Botha M. Guzmán      | -                             | -                           |
| 1972  | -                | -                | -                           | -                         | 1er tour (1/32) E. Birioukova | Esme Emanuel C. Martinez    | 1er tour (1/16) Linda Tuero   | Margie Cooper Barbara Downs |
| 1973  | -                | -                | -                           | -                         | -                             | -                           | 1er tour (1/16) E. Birioukova | E. Goolagong Janet Young    |
| 1974  | -                | -                | -                           | -                         | 3e tour (1/8) M. Neumanova    | Julie Heldman Virginia Wade | -                             | -                           |
| 1975  | -                | -                | 2e tour (1/8) M. Koželuhová | P. Teeguarden R. Tomanová | -                             | -                           | 2e tour (1/8) N. Chmyreva     | F. Dürr Betty Stöve         |

Sous le résultat, la partenaire ; à droite, l’ultime équipe adverse.

### En double mixte
| Année | Open d'Australie | Open d'Australie | Internationaux de France   | Internationaux de France   | Wimbledon                    | Wimbledon                   | US Open                       | US Open                     |
| ----- | ---------------- | ---------------- | -------------------------- | -------------------------- | ---------------------------- | --------------------------- | ----------------------------- | --------------------------- |
| 1970  | n/a              | n/a              | -                          | -                          | -                            | -                           | 1er tour (1/32) V. Korotkov   | Lesley Hunt J. Chanfreau    |
| 1971  | n/a              | n/a              | -                          | -                          | 1er tour (1/64) A. Bogomolov | Julie Heldman Torben Ulrich | -                             | -                           |
| 1972  | n/a              | n/a              | -                          | -                          | 2e tour (1/32) T. Kakulia    | Judy Tegart Frew McMillan   | 2e tour (1/16) V. Korotkov    | P. Teeguarden Jeff Borowiak |
| 1973  | n/a              | n/a              | -                          | -                          | 2e tour (1/32) T. Kakulia    | K. Sawamatsu J. Kamiwazumi  | 1er tour (1/16) H. Richardson | Olga Morozova Ross Case     |
| 1974  | n/a              | n/a              | -                          | -                          | 2e tour (1/32) T. Kakulia    | L. Charles Mark Farrell     | -                             | -                           |
| 1975  | n/a              | n/a              | 1er tour (1/16) T. Kakulia | Gail Sherriff P. Dominguez | -                            | -                           | -                             | -                           |

Sous le résultat, le partenaire ; à droite, l’ultime équipe adverse.